# Ivar Helldorff
Rune Ivar Torleif Helldorff, född 5 april 1918 i Oskarshamn, död 19 februari 1998 i Enskede, var en svensk läkare.
Efter studentexamen i Lund 1937 blev Helldorff medicine kandidat 1940 och medicine licentiat vid Lunds universitet 1946. Han blev assistentläkare vid kirurgiska kliniken på Lunds lasarett 1945, underläkare vid Hudiksvalls lasarett 1947, förste underläkare 1951 och biträdande överläkare 1956 på kliniskt kemiska laboratoriet på Södersjukhuset samt överläkare vid kliniska laboratoriet vid Långbro sjukhus från 1961. Han var chef avdelningen för internationell information på Astra 1958–60 och författade skrifter i klinisk kemi.